# Pierre Bellon
Pierre Bellon (24 stycznia 1930 - 31 stycznia 2022) był francuskim biznesmenem-miliarderem, założycielem Sodexo, międzynarodowej firmy zarządzającej obiektami i świadczącej usługi gastronomiczne.

## Kariera
Bellon dołączył do Société d'exploitations hôtelières, aériennes, maritimes et terrestres w 1958 roku. Zaczynał jako asystent administracyjny, a następnie został dyrektorem generalnym firmy.
W 1966 roku założył firmę Sodexho SA (w 2008 roku przemianowaną na Sodexo). Sodexo świadczy różnorodne usługi dodatkowe tysiącom instytucji, w tym szkołom, szpitalom, ośrodkom emerytalnym, urzędom korporacyjnym i rządowym, obiektom wojskowym, rekreacyjnym i zakładom karnym. Sodexo jest spółką notowaną na giełdach w Nowym Jorku i Paryżu. Bellon ustąpił ze stanowiska dyrektora generalnego grupy Sodexo w 2005 r., ale pełnił funkcję prezesa firmy do stycznia 2016 r., kiedy to jego córka Sophie Bellon zastąpiła go na stanowisku prezesa.
Jego autobiografia nosi tytuł Je me suis bien amusé. Sodexho raconte....
Pierre Bellon uzyskał tytuł od HEC Paris.